# Telêmaco Borba
Telêmaco Borba est une ville brésilienne du centre-est de l'État du Paraná. Sa population était estimée à 77 276 habitants en 2017. La ville possède un aéroport, l'Aéroport de Telêmaco Borba (code AITA: TEC).

## Maires
| Période | Période | Identité                      | Étiquette | Qualité |
| ------- | ------- | ----------------------------- | --------- | ------- |
| 1964    | 1968    | Péricles Pacheco da Silva     |           |         |
| 1969    | 1972    | Euclides Marcolla             | ARENA     |         |
| 1973    | 1976    | Dinizar Ribas de Carvalho     | ARENA     |         |
| 1977    | 1982    | Carlos Hugo Wolff von Graffen | MDB       |         |
| 1983    | 1988    | Tranquelino Guimarães Viana   | PDS       |         |
| 1989    | 1992    | Carlos Hugo Wolff von Graffen | PMDB      |         |
| 1993    | 1996    | Paulo Cesar Nocêra            | PTB       |         |
| 1997    | 2000    | Carlos Hugo Wolff von Graffen | PMDB      |         |
| 2001    | 2004    | Carlos Hugo Wolff von Graffen | PRP       |         |
| 2005    | 2008    | Eros Danilo Araújo            | PMDB      |         |
| 2009    | 2012    | Eros Danilo Araújo            | PMDB      |         |
| 2013    | 2016    | Luiz Carlos Gibson            | PPS       |         |
| 2017    | 2020    | Márcio Artur de Matos         | PDT       |         |

## Personnalités
- Dayenne Mesquita (née en 1985), actrice brésilienne y est née.